# 卡拉斯 (安卡什大區)

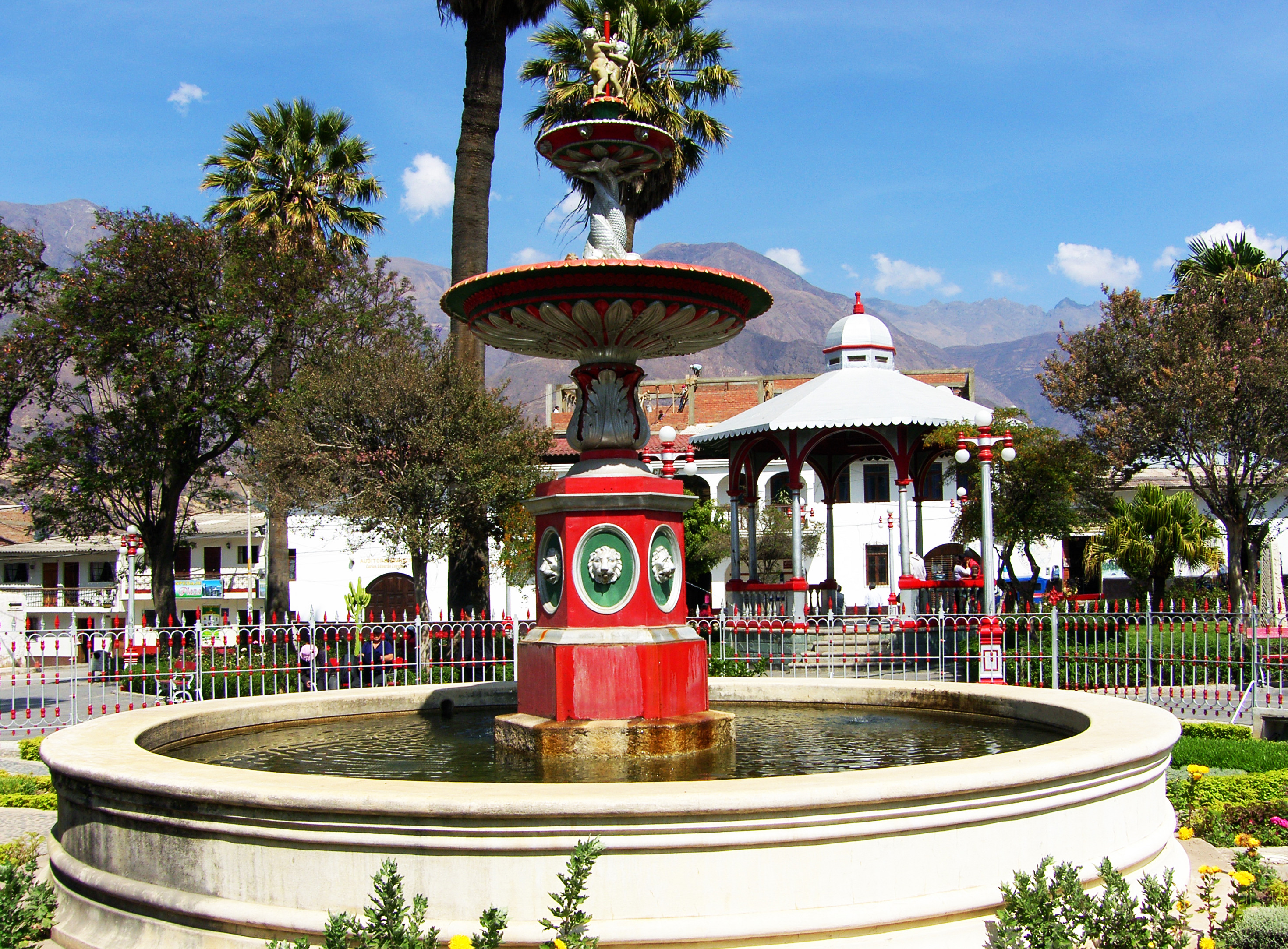

卡拉斯（西班牙語：Caraz），是秘魯的城鎮，位於該國北部安卡什大區，是瓦伊拉斯省的首府，海拔高度2,256米，面積246平方公里，1993年人口19,134，人口密度為每平方公里83.2人。

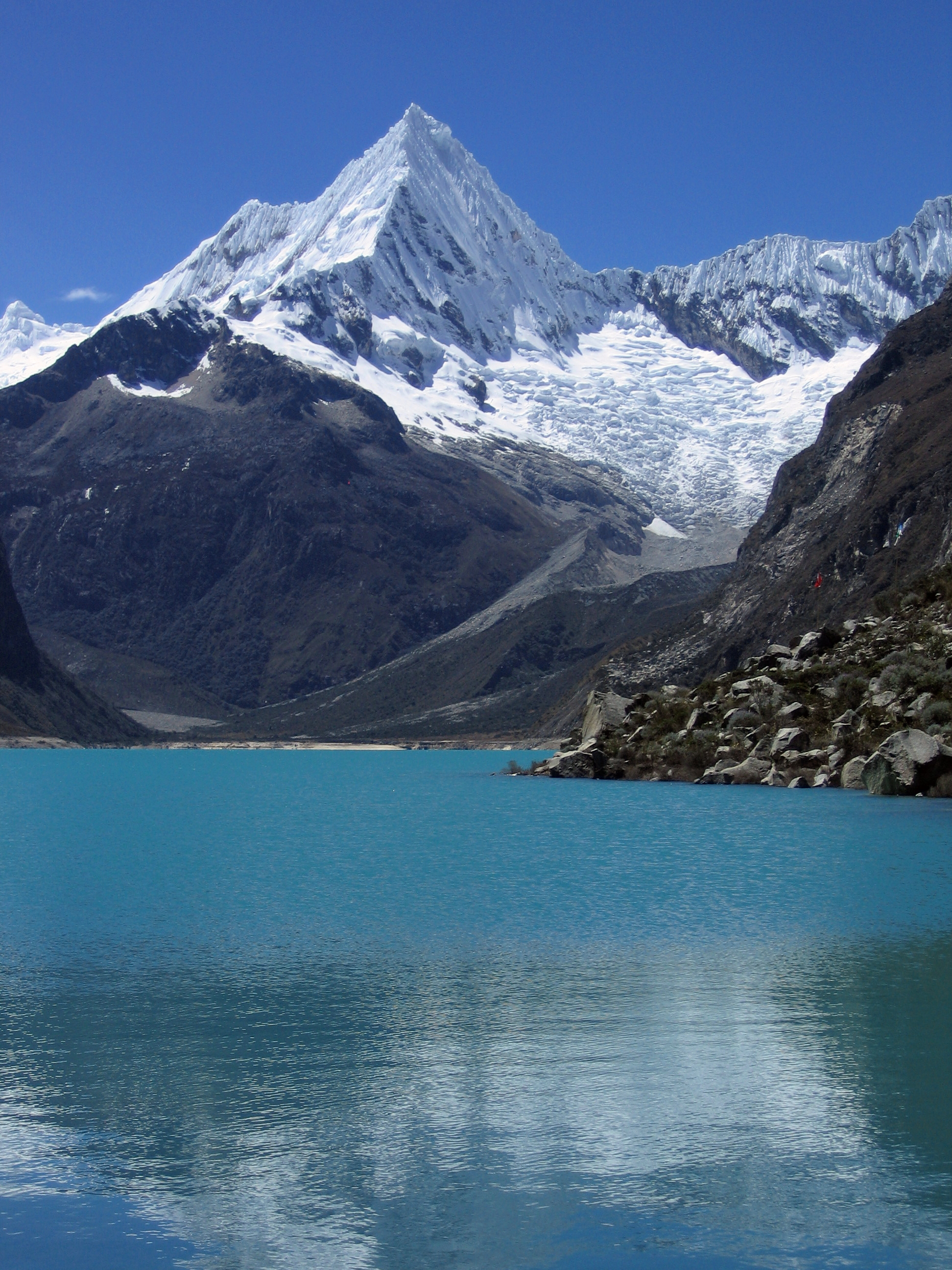